# 艾伦·里奥

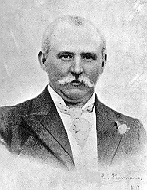
Alan Leo

艾伦·里奥（英語：Alan Leo，1860年8月7日—1917年8月30日），英国杰出的占星师、作家、出版商、神智学者，被公认为现代占星术之父。